# تكاثر لاجنسي

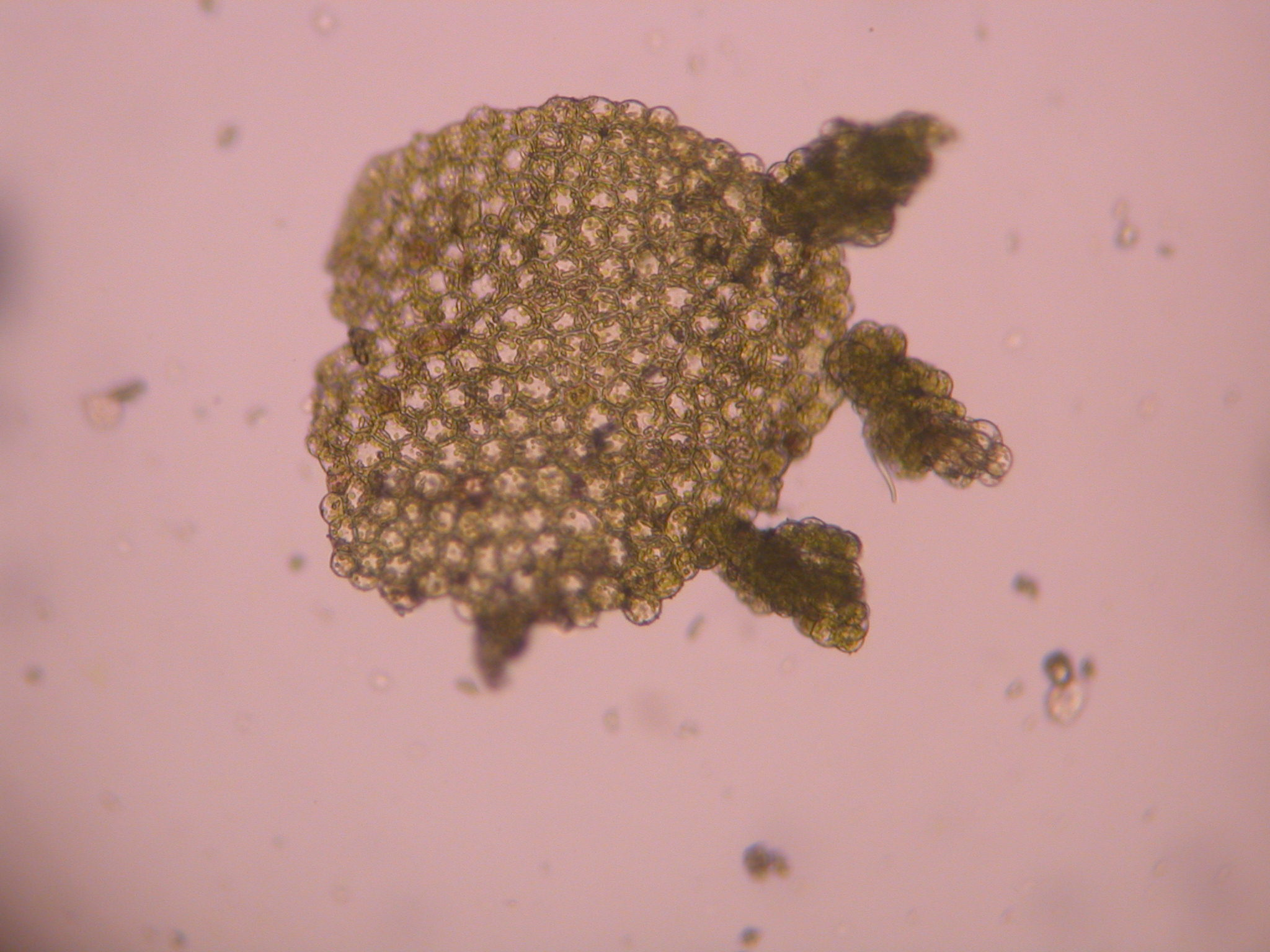

التكاثر اللاجنسي أو الخضري هو شكل من أشكال تكاثر النبات التي لا تنطوي على انقسام ميوزي أو إخصاب. يتم التكاثر الخضري تلقائياً عن طريق أجزاء مثل الرئد أو الجذمور، أو عن طريق الإنسان فيما يسمى بالإكثار الخضري.

## الإكثار الخضري (اللاجنسي)
يُبنى الإكثار الخضري على أساس فصل أجزاء من النبات ثم زراعته وتركه لينمو من أجل ظهور نباتات جديدة تماثل الأصل، ومن أهم أنواع التكاثر الخضري:

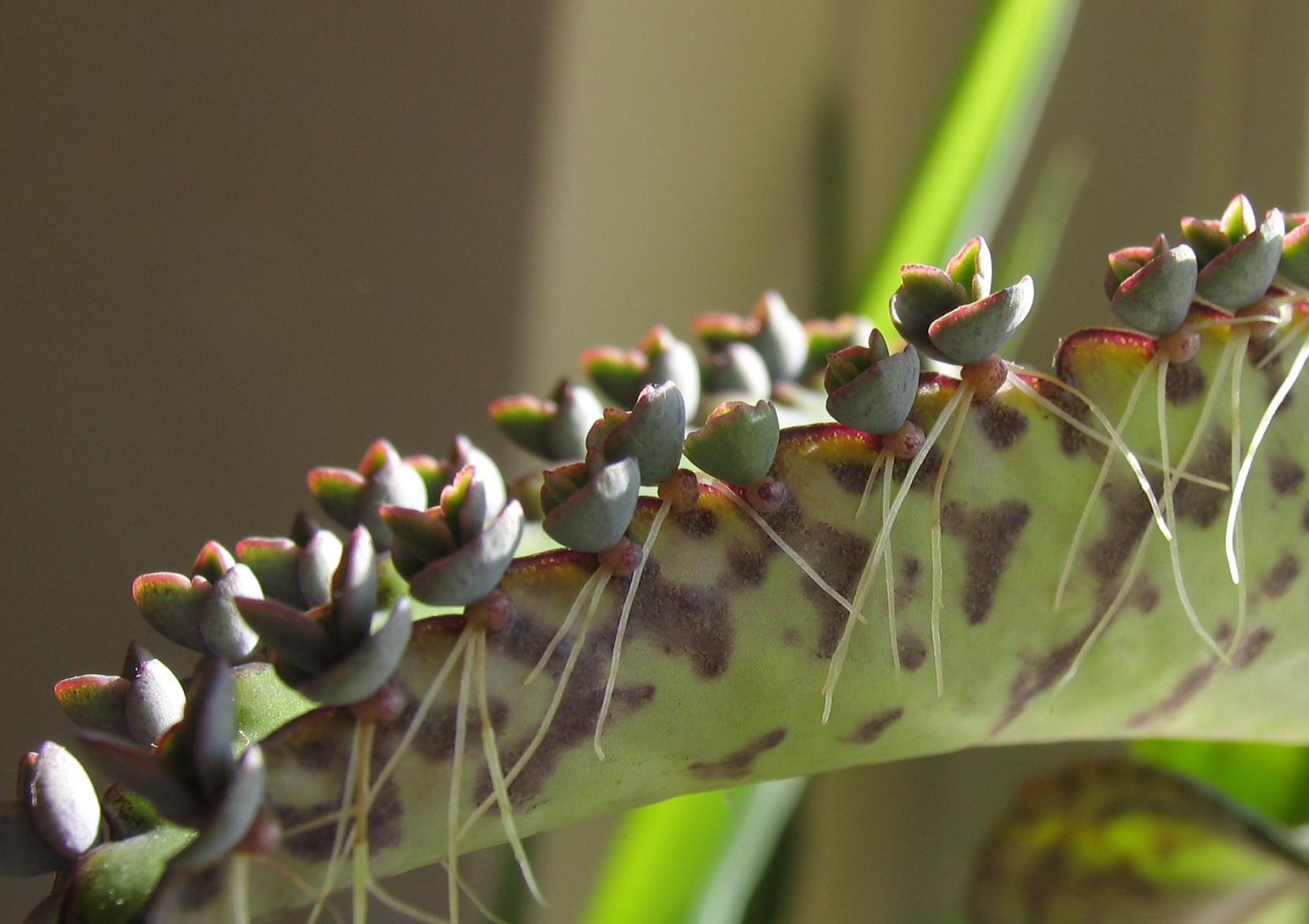
الإكثار الخضري

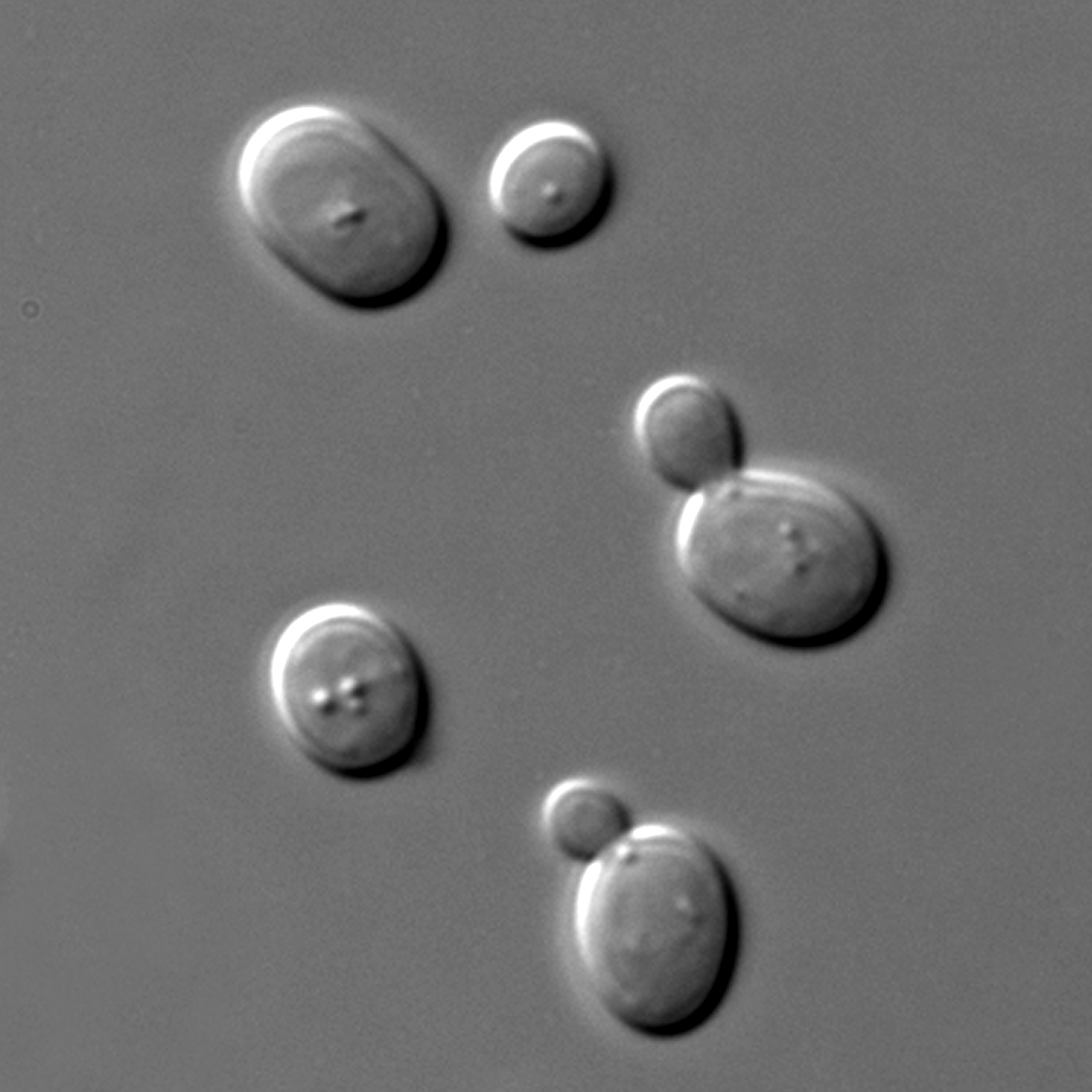
تكاثر فطريات الخميرة بالتبرعم.

### التكاثر بالفسائل
حيث ينمو الفرد الجديد من أحد الابوين وينفصل عنهم حتي يبقي مخلوق حي كامل منفصل له صفاته المتوارثة. والنخيل يعد من أشهر أنواع الأشجار التي تتكاثر بالفسائل.

### التعقيل
إكثار النبات عن طريق فصل أجزاء خضرية منه، وهذه الأجزاء قد تكون من الساق وتسمى بالعقل الساقية أو من الأوراق وتسمى بالعقل الورقية أو من الجذور وتسمى بالعقل الجذرية أو من السوق المتحورة وتسمى بالعقل المنحدرة من جذامير ودرنات وكورمات وأبصال.
وتعتمد جودة العقل المأخوذة على الكمية المخزنة في أنسجة العقلة من المواد الكربوهيدراتية، فالنسبة العالية من المواد الكربوهيدراتية تُعطى نتائج ممتازة عند زراعتها، كما أن العقل المأخوذة من النباتات الصغيرة في السن تُخرج جذوراً جيدة بصفة عامة أكثر من عقل النباتات الكبيرة.
وأمثلة لهذة النباتات نبات ست الحسن، الفيكس المبرقش

### التكاثربالترقيد
طريقة أخرى من طرق تكاثر النبات، حيث يتم جعل أفرع النباتات أو سيقانها تنتج جذوراً وهي ما زالت ملتصقة بالنبات الأم. لكنها طريقة صعبة ولا تُستخدم مع الكثير من النباتات لصعوبة إخراج، ويُستعمل على نطاق واسع مع النباتات الخشبية الصلبة أو مع بعض النباتات العشبية مثل القرنفل.
ومن أنواع الترقيد المتعددة:
- الترقيد الأرضي: يُحنى فرع من أفرع النبات على الأرض ويُدفن جزء منه في التربة بعمق 5-10 سم بعد عمل قطع في الجانب السفلى من هذا الجزء المدفون، وعلى أن يتم ريه من آن لآخر ويُخرج جذور يتم فصلها من الأم تدريجياً، يستغرق تكون النبات الجديد من 3-6 أشهر. يُجدى هذا النوع من التكاثر مع المتسلقات والياسمين بأنواعه.
- الترقيد القمعي: ويُستخدم مع النباتات التي له فروع قريبة من سطح الأرض بالاستعانة بأقماع من الزنك ذات مفصلات لفتحها أو غلقها، حيث ترقد الأفرع في القمع بعد عمل قطع فيها مثل الترقيد الأرضي. ثم يُملأ القمع بالتربة التي يتم ريها من حين لآخر، وقد يتم استبدال القمع بأصص مشقوقة إلى نصفين بوضع الفرع بين هذين الشقين ثم يغلقا بعد ملئه بالتربة وريها ثم ربط الشقين برباط.
- الترقيد الثعباني: تدفن أجزاء من الساق المراد ترقيدها بالتربة عند أماكن عديدة بالتبادل مع أماكن أخرى غير مغطاة من الساق.
- الترقيد المستمر: دفن الفرع بأكمله في التربة لعمق 10 سم على أن يُترك الطرف فقط ظاهراً فوق سطح التربة.
- الترقيد الهوائي: تتبع هذه الطريقة في النباتات التي تحمل أفرعها بعيداً عن التربة ولا يمكن توصيلها لها، حيث يقع الاختيار على الأفرع الصغيرة التي ليس بها أوراق بعمل قطع رأسي ثم يُغطى القطع أو (الجرح) بواسطة مادة منشطة للنمو وتُغطى بطبقة من (Sphagnum moss) تغطية كاملة (وهو نوع من أنواع الطحالب التي تُستخدم كتربة معدلة.

### التكاثر بالتطعيم
التطعيم هو عبارة عن تركيب برعم أو أكثر أو جزء من نبات على نبات آخر ينتج عنه التئام الجزأين سوياً.
وتُجرى عملية التطعيم للنباتات على طبقة من الكامبيوم مستمرة بين اللحاء والخشب، ومن الأفضل أن تكون النباتات منتمية إلى نفس السلالة وأفضلها على الإطلاق إذا كانت من نوع واحد (وهذا لا ينفى وجود التكاثر بهذا النوع بين الأجناس وبعضها).
توجد أنواع عديدة للتكاثر بالتطعيم:
- التطعيم الدعامى.
- التطعيم بالقلم أو بالشق.
- التطعيم بالعين.
- التطعيم السوطى.
- التطعيم اللساني.
- التطعيم بنزع قطعة من الساق.
- التطعيم القاعدي.
- التطعيم بالرقعة.
- التطعيم بالقشرة.
- التطعيم بالقلم الجانبي.
- التطعيم باللصق.
- التطعيم البرعمي.
- التطعيم في الدفيئات
ويُطلق على الجزء من النبات الذي يطعم عليه البراعم «الأصل» Stock من الجذر أو الساق، ولفظ «الطعم» Scion على الجزء من النبات الذي يتحد مع الأصل وعادة ما يكون ساق. تختلف الطعوم في طولها حسب طول كل نبتة والطول العادي هو (15) سم. يتوقف نجاح التكاثر بالتطعيم على كيفية اتحاد كامبيوم الأصل بكامبيوم الطعم بحيث يكونا على اتصال مضبوط، ويتم ربط الطعم بالأصل وبعد الربط يتم اللصق بمادة لاصقة لتمنع دخول الماء وكذلك لمنع جفاف الأنسجة المقطوعة (المجروحة) حديثاً. توجد مادة للتشميع قديمة مؤلفة من طين (جزأين) وجزء من روث البقر وقليل من الدريس، تخلط مع بعضها بعد إضافة الماء لتكون شبيهة بالمعجون، أما الشمع الجديد فيتكون من جزء من شحم البقر وجزأين من شمع النحل وأربعة أجزاء من الصمغ. يتم صبهم جميعاً في الماء البارد وتعجن المكونات باليد، وعند استخدامه يُسخن مرة أخرى ويُطلى به مكان الاتحاد لكن ليس بدرجة كبيرة حتى لا تتلف الأنسجة. والآن يوجد شمع للتطعيم يُستخدم بارداً، كما يوجد شريط لاصق يقوم بالربط والتشميع في آن واحد.
واللجوء إلى التكاثر بالتطعيم يكون للأغراض التالية:
- تجديد النباتات القديمة.
- أقلمة بعض النباتات في أجواء غير مناسبة.
- تغيير بعض الصفات النباتية.
- مساعدة النباتات ضعيفة الجذور أو التي لديها حساسية شديدة للإصابة بالأمراض والآفات.

### التكاثر بالأبواغ
المقصود بالأبواغ هنا أجسام ذات خلية واحدة تقوم مقام البذور لإتمام عملية التكاثر في النباتات عديمة الإزهار ولا يتوقف على الاختلاط الجنسي كما في النباتات الزهرية. ويشبه هذا النوع التكاثر بالبذور لكن الفرق بينهما هو أن التكاثر بالأبواغ لا يحتوى على جنين. فعندما تسقط هذه بالأبواغ على الأرض من النباتات مع مساعدة الماء والرطوبة تُخرج أجساماً خيطية صغيرة تكون الأعضاء التناسلية بحيث يحمل كل عضو تناسلي مؤنث جرثومة مؤنثة، وكذلك يحمل عضو التناسل المذكر عدة بأبواغ هدبية. وتسبح إحدى بالأبواغ الهدبية بمعاونة قطرات الماء لنقل البوغ المؤنث ثم تلقيحه، وتكون الزيجوت الذي ينمو ويشكل النبات الجديد.

### التكاثر بالتقسيم
وهو يُتبع مع النباتات مثل الفوجير والأسبيروجيرا، التي تخرج تيجاناً في أطراف سوقها الأرضية أو الريزومات، بحيث يتم تقسيم الريزومات إلى قسمين أو ثلاثة يحمل كل منها جزءًا من الأوراق ويتم زراعتها على حدة.

### التكاثر بالخلفة/الفسائل
الخلفة هو عبارة عن نمو ثانوي من براعم إبطية قرب أو تحت سطح التربة، ويكون لها جذور مستقلة عن النبات الأم لذا فهو يشابه النبات الأم في كل صفاته ويُراعى عند الفصل ألا تحدث جروح كبيرة تعرض النبات الجديد للفطريات، ويفضل عزله عندما يكون الجو معتدلاً في الربيع والخريف. بعد الفصل يتم تغطية النبات بقش الأرز لحمايته من المؤثرات الخارجية. تصلح هذه الطريقة مع نباتات الزينة.
السرطانات عبارة عن نمو ثانوي من براعم ساكنة بالقرب من قاعدة النبات أو تحت سطح التربة، لكن ليس لها جذور مستقلة بنفسها كما في حالة الخلفة وتعتمد في غذائها على الأم. وعند الفصل لا بد وأن تُفصل النموات بجزء من الجذع الأصلي الذي يُطلق عليه الكعب ليساعد النبات الجديد على تكوين الجذور لأنه يحتوى مواد غذائية من النبات الأم.
ويوجد للتكاثر الخضري مزايا وعيوب، فمن مزايا هذا التكاثر الوصول على النضج الكامل للنبات بعد فترة قصيرة من الزراعة، كما أنه لا يحتاج إلى عناية كاملة لأطوار الحياة الأولى للنبتة والتعرض للحشائش والآفات الضارة أقل من التكاثر البذري.
أما عن العيب الذي يتواجد في هذا النوع من التكاثر هو احتمال نقل الأمراض من الآباء، في حين أنه لا يحدث ذلك مع التكاثر البذري.